# Netelia nigriventris
Netelia nigriventris là một loài tò vò trong họ Ichneumonidae.